# Shannon Nobis
Shannon Nobis (verheiratete Scherer; * 20. März 1972 in Park City, Utah) ist eine ehemalige US-amerikanische Skirennläuferin. Sie war auf die Disziplinen Super-G und Riesenslalom spezialisiert und nahm 1994 an den Olympischen Spielen in Lillehammer teil. Ihr älterer Bruder Jeremy war ebenfalls Skirennläufer.

## Biografie
Shannon Nobis wuchs zunächst in Wisconsin auf. Ihr Vater hatte als Linebacker im Footballteam der University of Wisconsin gespielt. Nachdem die Familie nach Park City, Utah, gezogen war, begann sie mit dem Skirennsport. Wie ihr älterer Bruder Jeremy, der ebenfalls als Skirennläufer aktiv war, besuchte sie die Green Mountain Valley School in Vermont.
Nach mehreren Erfolgen im Juniorenbereich erlitt Nobis 1990 eine Verletzung im linken Knie, die sie für den Rest ihrer Karriere begleitete. Aufgrund nachlassender Leistungen wurde sie später temporär aus dem US-Nationalkader entlassen. Durch Erfolge im Nor-Am Cup kämpfte sie sich zurück und gewann Mitte Januar 1994 im Super-G von Cortina d’Ampezzo ihre ersten Weltcup-Punkte. Einen Monat danach nahm sie an den Olympischen Winterspielen von Lillehammer teil und wurde in ihrer Paradedisziplin Zehnte. Ihre erfolgreichste Saison hatte sie im folgenden Winter. Nach ihren ersten Platzierungen unter den besten zehn in Vail und Flachau gelang ihr im Super-G von Garmisch der erste und einzige Weltcup-Podestplatz ihrer Karriere. Mit nur 0,07 Sekunden Rückstand belegte sie hinter Florence Masnada und Picabo Street Rang drei. In sämtlichen Weltcup-Riesenslaloms blieb sie hingegen punktelos. Bei den Weltmeisterschaften 1996 in der Sierra Nevada belegte sie Super-G-Rang 15, im Riesenslalom schied sie im zweiten Durchgang aus. Am Ende derselben Saison gewann sie bei den US-Meisterschaften in Sugarloaf eine Bronzemedaille. Im Winter darauf konnte sie nicht mehr an frühere Ergebnisse anschließen und belegte als Saisonbestleistung Platz 21 in Vail. Wenige Wochen nachdem sie bei den Weltmeisterschaften in Sestriere Rang 26 erreicht hatte, beendete sie im März 1997 ihre aktive Laufbahn.
Nobis gründete eine Familie und ließ sich in Moab, Utah, nieder. 2005 nahm sie erstmals am Boston-Marathon teil und belegte mit einer Zeit von 2:55,29 Stunden Rang 471.

## Erfolge

### Olympische Spiele
- Lillehammer 1994: 10. Super-G

### Weltmeisterschaften
- Sierra Nevada 1996: 15. Super-G
- Sestriere 1997: 26. Super-G

### Weltcup
- 6 Platzierungen unter den besten zehn, davon 1 Podestplatz

### Weltcupwertungen
| Saison  | Gesamt | Gesamt | Super-G | Super-G |
| Saison  | Platz  | Punkte | Platz   | Punkte  |
| ------- | ------ | ------ | ------- | ------- |
| 1993/94 | 87.    | 38     | 27.     | 38      |
| 1994/95 | 45.    | 144    | 12.     | 144     |
| 1995/96 | 51.    | 129    | 15.     | 129     |
| 1996/97 | 89.    | 18     | 33.     | 18      |

### Nor-Am Cup
- Saison 1992/93: 1. Riesenslalomwertung
- Saison 1993/94: 1. Super-G-Wertung

### Weitere Erfolge
- Bronze bei den US-Meisterschaften im Super-G 1996
- 1 Sieg in einem FIS-Rennen